# 현악 사중주 10번 (베토벤)
《현악 사중주 10번 내림마장조, 작품번호 74》는 루트비히 판 베토벤에 의해 쓰인 현악 사중주이다. 제1악장의 곳곳에 나타나는 피치카토의 동기로 인해 "하프"라는 별칭을 갖고 있다. 베토벤 작품의 많은 별칭과 마찬가지로 이 별칭은 출판사에 의해 지어졌다.

## 개요
베토벤은 그가 쌓은 금자탑이라고도 할 수 있는, 세 개의 거대한 작품군 라즈몹스키 사중주 세트를 작곡한 후에는, 작품의 규모는 축소하고, 대신에 낭만적인 정서나 느긋하게 감정을 기리는 작풍으로 변화시켜 나갔는데, 이 작품은 바로 그렇게 다소 자유로운 마음 속에서 작곡된 것이다; 이 사중주의 작곡 시작 직전인 1809년 5월에 빈은 프랑스군에 의해 포위되었고, 베토벤은 심지어 그의 동생 카스파의 지하실에서 대포의 소음으로부터 보호를 구했으며, 그의 귓가에 베개를 눌러 그의 귓속 깊은 귀를 보호하려고 시도했다. 결국, 프랑스의 침략에 힘입어, 베토벤은 그해 8월에 휴양을 위해 빈 근교의 온천 마을, 바덴으로 떠나 여름을 보내게 되는데, 그곳에 체류하는 동안, 《피아노 협주곡 5번 "황제"》, 《피아노 소나타 26번 "고별"》과 함께 이 사중주가 만들어졌다.  
베토벤은 유럽 전역에서 《교향곡 5번 “운명”》, 《교향곡 6번 “전원”》, 《피아노 협주곡 5번 “황제“》과 같은 작품들로 이미 유명했던 이유로, 라주몹스키 사중주 세트와 비교했을 때의 이 사중주의 간단한 개념은 주로 중산층 청중들에게 제공되었을 것이라고 많은 사람들은 추측했다; 특히, 나폴레옹 보나파르트 프랑스 장군의 정복은 베토벤의 귀족 후원자들도 포함되어 있었던 귀족 살롱 문화의 미래를 의심하게 만들었기 때문이다. 
이 사중주의 악보 초판은 1810년 12월에 라이프치히의 브라이코프 운트 헤르텔 출판사를 통해 간행되었다. 헌정은 그의 후원자였던 롭코비츠 공작에게 이루어졌다.

## 구성
작품은 4악장의 형식을 따르고 있다:
1. Pocp adagio – Allegro
2. Adagio ma non troppo
3. Presto – Più presto quasi prestissimo
4. Allegretto con Variazioni

총 연주 시간은 30분 정도가 소요된다.

### 제1악장. 포코 아다지오 — 알레그로
내림마장조, 소나타 형식, 2/4 — 4/4 박자.
변덕스러운 서주부에 의해 시작된다. 주부는 소나타 형식으로, 제1주제는 화음의 연타에 의해 시작되지만, 이후에는 지극히 선율적인 제1주제가 제1바이올린과 비올라에 의해 읊어지며, 곧 피치카토에 의한 추이부가 나타난다. 단, 제2주제는 경과적인 것이다. 전개부는 내성(内声)이 트레몰로를 새겨넣고, 외성(外政)이 뒤얽히면서 나아간다. 재현부는 일정한 형식이지만, 코다는 제1바이올린의 아르페지오의 반주 하에 피츠카토로 뒤의 세 개의 악기가 흥정하는 알찬 것이 되고 있다.

### 제2악장. 아다지오 마 논 트로포
내림가장조, 론도 형식, 3/8 박자.
론도 형식이며, 부드러운 변조와 놀라운 화음 턴에 의해 결정된다. 악장은 세 개의 부분으로 구성되어 있으며, 각 부분에는 23개의 마디가 있고, 주요 주제를 다루고 있다. 이 부분은 두 개의 막간을 두고 번갈아 가며 나타난다. 가창풍의 선율은 악장을 결정하는데, 그 과정에서 세 번 바뀐다. 마지막 변주에서 첫 번째 악장의 피치카토를 다시 들을 수 있다.

### 제3악장. 프레스토 — 피우 프레스토 콰지 프레스티시모
"다단조 — 다장조", 스케르초 형식, 3/4 박자.
같은 트리오가 두 번 있는, 다섯 개의 부분으로 이루어진 스케르초이다. 이른바 운명의 동기의 일종(엄밀하게는 다르다)에 의해 주도되고 있다. 트리오는 다장조이다. 두 마디 단위로 6/8 박자의 요령으로 연주하라는 지시가 있다. 첼로와 비올라에 나타나는 두 개의 선율이 화음을 전개한다.

### 제4악장. 알레그레토 콘 바리아지오니
내림마장조, 변주곡 형식, 2/4 박자.
주제와 여섯 개의 변주 코다로 구성된다. 의외로, 베토벤 현악 사중주의 최종 악장에 사용한 변주곡으로는 유일한 것이다. 주제는 같은 동기가 반복된다. 여기에서는 만년에 보여지는 것 같은, 주제의 성격을 바꾸어가는 성격 변주가 아니라 장식에 의한 것이다.